# 미야코 해협

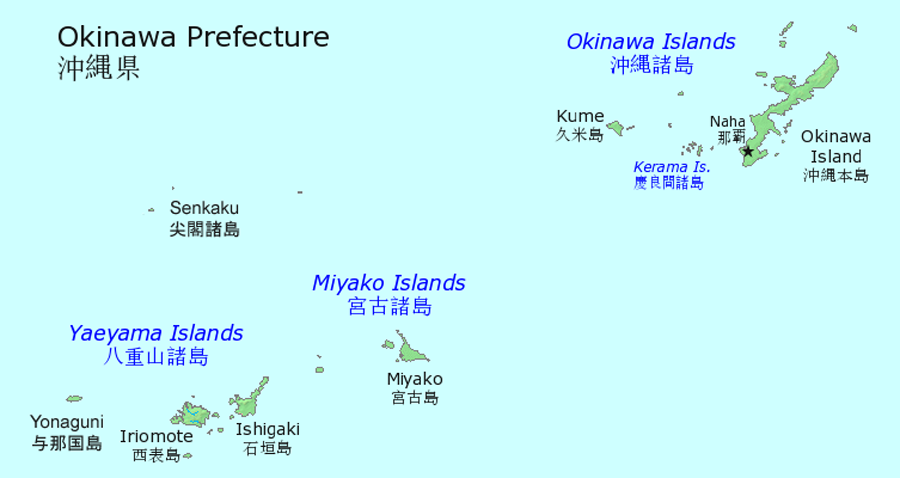
미야코 해협은 미야코섬과 오키나와섬 사이의 해협이다.

미야코 해협(일본어:  宮古海峡 )은 일본 오키나와현의 미야코섬과 오키나와섬(또는 구메섬) 사이의 해협으로, 동중국해와 태평양(필리핀해)을 잇고 있다.
오키나와 본섬과 미야코섬 사이의 거리는 가장 좁은 구간이 145해리(약 270km)이며, 그중 24해리(약 45km)는 일본의 영해에 속하며, 나머지 약 121해리(약 225 km)는 일본의 배타적 경제 수역이다.
중화인민공화국의 태평양 진출과 그 견제를 위한 중요한 조임목이다. 중화인민공화국의 제1열도선의 일부이다.